# Nicola Tumolero
Nicola Tumolero (Roana, 24 settembre 1994) è un pattinatore di velocità su ghiaccio italiano, bronzo nei 10000 metri a Pyeongchang 2018.

## Biografia
È allenato da Maurizio Marchetto, allenatore di Enrico Fabris ai Giochi di Torino 2006.
Il 5 giugno 2015 è stato arruolato nella Polizia di Stato ed ha iniziato a gareggiare per il Gruppo Sportivo Fiamme Oro.
Ha rappresentato l'Italia ai Giochi olimpici di Pyeongchang 2018, vincendo la medaglia di bronzo nei 10000 metri, chiudendo alle spalle del canadese Ted-Jan Bloemen e dell'olandese Jorrit Bergsma.

## Palmarès

### Olimpiadi
- 1 medaglia
  - 1 bronzo (10 000 m a Pyeongchang 2018)

### Europei distanza singola
- 1 medaglia
  - 1 oro (5 000m a Kolomna 2018)

### Coppa del Mondo
- 5 podi (1 nei 5 000m, 4 nell'inseguimento a squadre)
  - 1 vittoria (nell'inseguimento a squadre)
  - 2 secondi posti (1 nei 5 000m, 1 nell'inseguimento a squadre)
  - 2 terzi posti (nell'inseguimento a squadre)

#### Coppa del Mondo - vittorie
| Data            | Luogo  | Paese      | Disciplina   |
| --------------- | ------ | ---------- | ------------ |
| 8 dicembre 2019 | Astana | Kazakistan | Team pursuit |